# Forêt de Nieppe

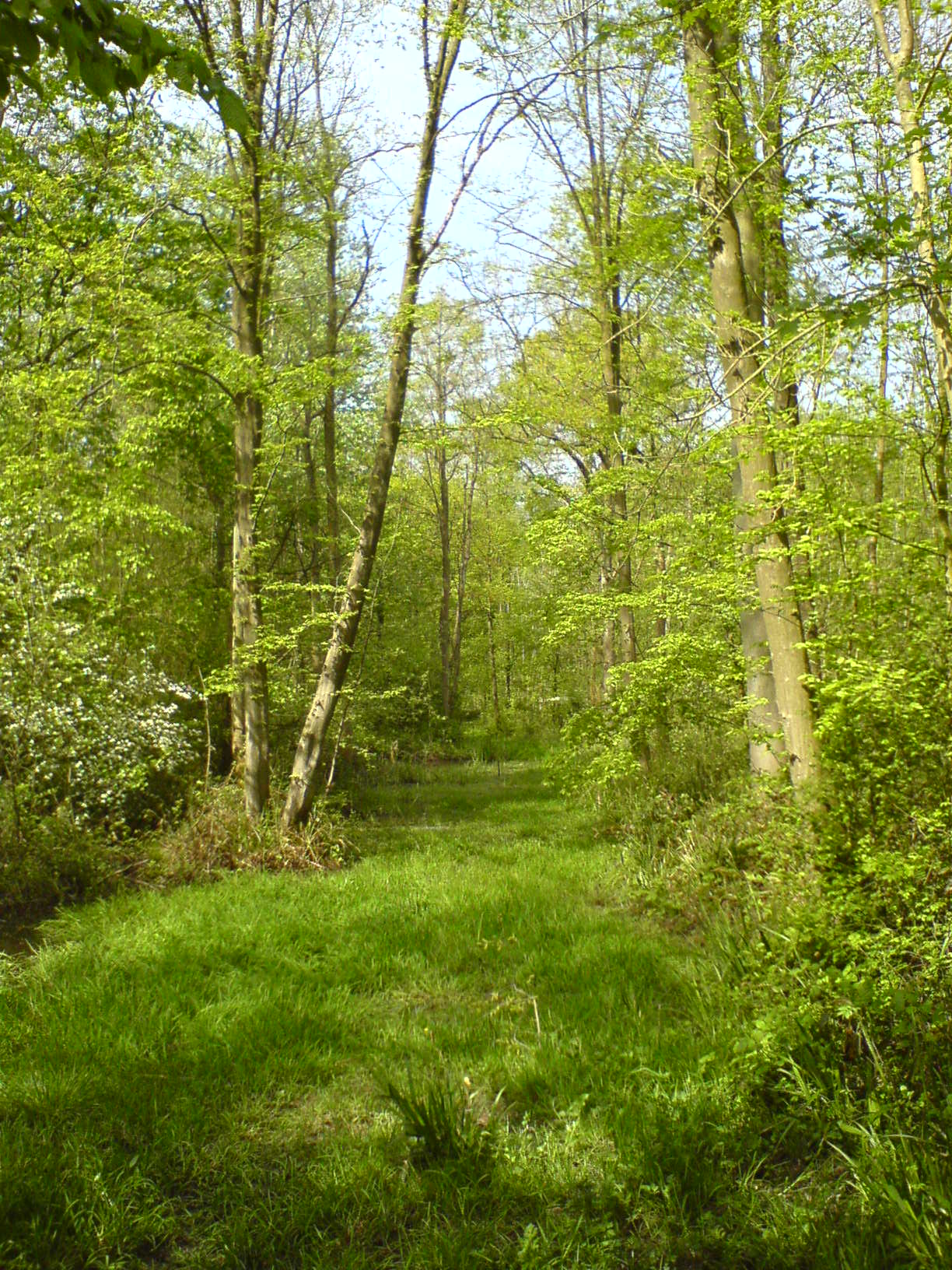
La Forêt de Nieppe

La forêt de Nieppe est une forêt domaniale de France d'une surface de 2 602 hectares située principalement sur les territoires des communes de Morbecque et de Vieux-Berquin dans le département du Nord.
Bien que de taille modeste comparée aux moyennes nationales, c'est le massif forestier le plus étendu de Flandre française.

## Caractéristiques
La forêt domaniale de Nieppe couvre une surface de 2 602 hectares.
La forêt de Nieppe proprement dite constitue l'essentiel de cet ensemble domanial, avec plus de 2500 hectares. Entièrement située dans la plaine de la Lys, son relief est particulièrement plat, avec une altitude variant seulement entre 16 et 19 mètres. Les sols sont argilo-limoneux. Elle est la quatrième plus grande forêt du Nord-Pas-de-Calais (après Mormal, Raismes-Saint-Amand-Wallers et Trélon). Elle est localement marquée par des polémosylvofacies, notamment de nombreux cratères de bombes dus aux bombardements qu'elle a subi durant la Seconde Guerre mondiale. Elle constitue un massif forestier continue mais dont on peut distinguer plusieurs sous-parties. Les plus importantes sont, d'Ouest en Est, le bois d'Amont, le bois Moyen et le bois d'Aval. Autour de la clairière de La Motte-aux-Bois au Nord, se trouve aussi le bois Bramsart, le bois Flamingue, le bois d'Hazebrouck, le bois Clébert et le bois des Vaches.
Le nom de la forêt, « nieppe », pourrait venir de « iepe » qui désignait l'orme en ancien flamand (et qui le désigne encore actuellement pour les néerlandais). Le nom pourrait également venir de la Nieppe, ruisseau se jetant dans la Lys entre Merville et Hazebrouck.
Dans l'ensemble domanial il faut aussi compter une seconde partie constituée par le bois des Huit-Rues (le « canton des Huit-Rues »). Beaucoup plus petit il couvre une surface d'à peine 65 hectares. Il se situe quant à lui dans les collines du Houtland, distant et isolé de la forêt de Nieppe à plusieurs kilomètres au Nord. Bien différent de la forêt de Nieppe, son relief est plus marqué avec une altitude variant de 35 à 68 mètres. Il abrite de nombreux vestiges de la Seconde Guerre mondiale, notamment une base de lancement de V1.

### Hydrologie
Les sols de la plaine de la Lys où se trouve la forêt de Nieppe sont de manière homogène constitués d'une couche de limon (loess) du Quaternaire, plus ou moins argileux et modérément perméable, qui recouvre les argiles imperméables de l'Yprésien, typique des Flandres. À ces éléments s'ajoute le terrain rigoureusement plat sur toute la surface de la forêt, qui est située à peine au-dessus (presque au même niveau, à un ou deux mètres près) de la vallée alluviale naturellement inondable de la Lys qui coule au sud de la forêt (hors de la forêt). L'eau de pluie tend à s'accumuler sur place en remplissant une nappe superficielle, très proche de la surface, durant les périodes humides, particulièrement en hiver et au printemps lorsque la végétation ne pompe pas l'eau. Les moindres dépressions en surface se remplissent alors d'eau, pouvant transformer de nombreuses parties de la forêt en marécage temporaire. Les sols sont partout hydromorphes. La forêt constitue donc dans sa totalité une vaste zone humide. Elle est d'ailleurs réputée depuis longtemps comme l'une des forêts les plus fréquentées par les moustiques dans la région. Cependant durant les périodes sèches, la nappe superficielle se vide et l'eau peut quasiment disparaitre du massif, pompée par les arbres, sauf dans les trous les plus profonds.
La forêt a subi de nombreux travaux de drainage depuis le Moyen Âge. Il y a donc aujourd'hui souvent sur une même parcelle plusieurs réseaux de fossés de drainage qui sont orientés différemment, indiquant des périodes différentes dans la gestion du parcellaire de la forêt et de son drainage au cours des siècles. Les réseaux de fossés anciens, à l'abandon et érodés depuis longtemps, sont encore les plus denses dans certaines parcelles et constituent aujourd'hui des plans d'eau temporaires intéressants pour la faune et la flore. Le drainage actuel est assuré par un réseau de petits fossés situés entre les parcelles d'exploitation actuelles, ainsi que le long des drèves, drainés par de larges fossés et ruisseaux localement dénommés Berquigneuls, dont l'origine est plus ancienne (Berquigneul noir au bois Berquin, Bras de la Bourre à la Motte au Bois et Berquigneuls dits « rivière navigable » aux Bois Moyen et d’Amont).
Le bois d'Amont est bordé au nord par le canal de la Nieppe, qui est un bras artificiel de la Lys. Il devient le canal du « Près à Vin » ou « Préavin » après son passage par les douves du château de La Motte-aux-Bois où il reçoit le canal d'Hazebrouck, puis se jette dans la Bourre, au niveau de l'écluse du Grand Dam dans le bois d'Aval. La Bourre est une rivière, affluent de la Lys, qui traverse la forêt au niveau du bois Flamingue puis entre le bois Bramsart et le bois d'Aval.
Une ZEC (zone d'expansion de crue) a été aménagée récemment dans le bois d'Amont (terminée en 2018). Elle est constituée d'un casier de forêt entouré de digues, d'une surface de 28 hectares, alimenté par le canal de la Nieppe en période de crue.

### Gestion sylvicole
L'ONF y entretient des futaies et taillis sous futaies, gérées par coupes rases. 10 000 m3 de bois y sont récoltés annuellement. Après les coupes les parcelles sont mises en régénération (naturelle ou plantation) au rythme de 25 ha/an. Le massif est fragmenté en séries comptant chacune 30 parcelles de coupes très allongées, d'environ 125 m de largeur étant chacune séparées par des fossés et traversées en leur milieu par des chemins nommés « carrières » (nom en rapport avec la signification originale du mot : lieu de passage d'un char, chariot, charrois). Toutes les 8 à 10 coupes, une « drève » (route forestière) facilite l’extraction du bois débardé dans les parcelles. La régénération naturelle est peu pratiquée, car elle est lente sur les sols de ce massif, à cause des herbacées et des essences pionnières moins intéressantes qui dominent un moment après une coupe, avant que les essences plus pérennes et plus intéressantes pour la sylviculture ne s'installent et prennent le dessus. Les parcelles sont donc majoritairement replantées, à partir d'arbres cultivés en pépinières.

### Essences
Dans la forêt de Nieppe, le gestionnaire cherche à privilégier et à valoriser le chêne pédonculé (essence principale), le frêne commun et le merisier.
Le frêne constituait par endroits jusqu'à 40 % des tiges vers 2010. Cet arbre très adapté aux sols fertiles et humides fait la principale singularité de cette forêt. Mais un grand pourcentage des frênes portaient les symptômes d'une maladie émergente du frêne, la chalarose, due à un champignon récemment devenu pathogène. La situation est jugée préoccupante pour le frêne dans ce massif. Sur les parcelles suivies en 2011 : « Les tiges indemnes ne représentent plus que 8 % des tiges et près de 40 % montrent des signes inquiétants de vitalité ».
Les ormes autrefois communs ont aujourd'hui pratiquement disparues à cause de la graphiose.
Le charme est encore abondant dans les vieux taillis sous futaies et donne du bois de feu et de papeterie essentiellement. Le noisetier est aussi présent.
On trouve aussi divers peupliers. Certaines parcelles sont des peupleraies pures ou plus souvent mélangées, plantées de peupliers hybrides euraméricains. Mais le peuplier tremble et le peuplier grisard sont aussi présents à l'état spontané et dispersé. Les bouleaux (bouleau verruqueux et bouleau pubescent), l'aulne glutineux et le saule blanc peuvent être abondants. L'érable sycomore et l'érable champêtre sont plus sporadiques.
Le hêtre est naturellement rare dans ce massif qui lui est peu favorable, d'une part à cause des sols lourds et fréquemment engorgés auxquels le hêtre est peu adapté, et d'autre part, dans une moindre mesure, à cause du climat plutôt moins humide que dans d'autres parties de la région. Il semble ainsi localement ou certaines années souffrir des séquelles de sécheresse (mortalités après 1976 par exemple). Le chêne sessile est pratiquement absent.
Les résineux y sont maintenant presque exclus, la plupart étant peu adaptés à cette forêt.
Le petit bois des Huit-Rues, situé sur des collines mieux drainées et plus acides, a une composition assez différente, avec notamment beaucoup de hêtres, châtaigniers, érables, tilleuls et robiniers ainsi que des résineux, en plus des essences qu'on trouve également dans la forêt de Nieppe. Le caractère hétéroclite des essences de ce bois est en grande partie le fruit des replantations après la Seconde Guerre mondiale.

## Écologie
Ce massif boisé, bien que fragmenté est un noyau de biodiversité forestière (« cœur d'habitat ») pour la région, dans le projet national et régional de Trame verte, notamment promu par le Grenelle de l'Environnement. Plusieurs associations locales ou régionales se sont émues de nouvelles fragmentations et opérations de drainage, ainsi que de l'utilisation de déchets industriels métallurgique pour la construction de nouvelles pistes dans ce massif.
Cette forêt autrefois très marécageuse et même inondée en hiver sur une partie importante de sa superficie, abritait parmi les carnivores outre des loups, des loutres (la dépouille de l'une d'entre elles tuée en 1879 est encore visible au muséum d'histoire naturelle de Lille). Elle demeure aujourd’hui une forêt humide dans toutes ses parties, avec d'innombrables mares forestières et autres nappes d'eau, permanentes ou plus souvent temporaires, qui parsèment la forêt.
De nos jours elle abrite de fortes populations d'amphibiens. Huit espèces ont été dénombrées : la salamandre tachetée, le triton crêté, le triton alpestre, le triton ponctué, le triton palmé (le plus abondant des tritons dans cette forêt), le crapaud commun, la grenouille rousse et la "grenouille verte" (Pelophylax lessonae et le klepton Pelophylax kl. esculentus). En revanche il n'y a que deux espèces de reptiles : l'orvet fragile et le lézard vivipare, qui sont peu abondants.
Des mares intra-forestières y ont été restaurées (dans la partie dite « le bois d'Amont ») au début des années 2000 par l'Agence régionale Nord-Pas-de-Calais de l'Office national, dans le cadre d'un programme qui concernait aussi les forêts de Rihoult-Clairmarais, de Desvres et de Boulogne-sur-Mer, d'autres devant suivre à Bonsecours, Marchiennes, Raismes Saint-Amand-Wallers et en forêt de Mormal. Cette opération a permis le retour dans ces mares de plantes devenues rares et considérées comme patrimoniales telles que l'Œnanthe aquatique (Oenanthe aquatica) et typiques des zones humides intra-forestières telle que l'hottonie des marais (Hottonia palustris) ainsi que de diverses hélophytes et hydrophytes).
Les inventaires du début des années 2000 montraient la présence de 23 espèces de libellules (sur 51 espèces répertoriées dans la région Nord-Pas-de-Calais), telle que le Sympetrum jaune (Sympetrum flaveolum), l'Æschne printanière (Brachytron pratense), la Grande æschne (Aeshna grandis), l'Æschne affine (Aeshna affinis), l'Agrion mignon (Coenagrion scitulum), le Leste sauvage (Lestes barbarus) et le Leste brun (Sympecma fusca).
La forêt a subi de nouveaux aménagements de « drève » (Route forestière en ligne droite), fossés, avec apports de déchets métallurgiques (finalement stoppés).
Cette forêt a été en 2008 associée à un projet de corridor biologique boisé pour le territoire du Pays Cœur de Flandre.
Elle fait partie des forêts très concernées par une maladie émergente (la Chalarose du frêne qui décime les frênes, et des 5 forêts de la région Hauts-de-France qui ont été fermées au public de la fin d'été 2016 à l'été 2017, le temps que les arbres morts ou malades soient sécurisés aux abords des chemins de promenade ou randonnée. Ce champignon pourrait menacer à terme 20 % des arbres de cette forêt (et 10 % des arbres de la région). Mi-2016 l'ONF a annoncé  « Pour le moment, on coupe uniquement les frênes touchés à 50 %. Pour les autres, on ne se précipite pas puisque 1 % des frênes résiste au champignon sans que l’on comprenne vraiment pourquoi. Mais on pourra peut-être, à partir de ceux-là, reconstituer une population» ».

## Histoire
La forêt de Nieppe est une forêt ancienne, dans le sens où elle a probablement toujours connu un état boisé depuis des millénaires. Elle doit sa préservation, singulière dans le contexte d'un territoire depuis longtemps vouée entièrement à l'agriculture, à une longue histoire de préservation volontaire de la part de ses propriétaires princiers. Elle est aussi une forêt qui fut très exploitée et étroitement gérée par l'homme depuis des temps anciens, et elle n'a pas été épargnée par les vicissitudes de histoire. Elle reste cependant composée principalement d'essences autochtones adaptées aux conditions locales, ce qui en fait un milieu « semi-naturel ».

### Origines
La plaine de la Lys, aux sols limoneux humides et très fertiles, a connu des défrichements très anciens au profit de l'agriculture. Bien que la tradition fait remonter au Moyen Âge la mise en culture de cette plaine, il faudrait plutôt remonter à l'époque gallo-romaine, qui semble avoir déjà connu une phase de défrichement de la région. Des voies romaines passent assez près de la forêt à Thiennes et Vieux-Berquin. Selon certains auteurs, le parcellaire actuel de la région, de part et d'autre des voies romaines, montre de nombreuses traces de l'ancien cadastre agricole romain par centuriation. En revanche, les zones qui ne présentent pas de traces de cet ancien cadastre sont supposées avoir été couvertes de forêts ou de marais. C'est le cas de la forêt de Nieppe et de quelques zones contiguës. Cette forêt existait donc déjà à cette époque à son emplacement actuel, entourée de zones cultivées. Elle couvrait une surface un peu plus importante qu'aujourd'hui mais déjà assez réduite vis-à-vis de l'ensemble de la plaine de la Lys. Il existait aussi d'autres boisements moins importants dans la plaine aujourd'hui disparus.

### Moyen Âge
L'évènement déterminant dans l'histoire de la forêt, qui a permis sa conservation jusqu'à nos jours, est l'établissement du château de la Motte-aux-Bois au cœur de la forêt au XIe siècle par le comte de Flandre Robert Ier. La forêt fut incluse dans le domaine du château. Ce domaine était intégré à la châtellenie de Cassel. Cette période est marquée par le développement économique très intense de la Flandre, qui a connu une pré-industrialisation et une urbanisation plus poussée qu'ailleurs en Europe. À côté de cela, du XIe au XIIIe siècle, toute la région connait un fort développement agricole, ce qui correspond au dernier épisode de grands défrichements dans la plaine de la Lys. Les forêts disparaissent presque totalement de la région, sauf quelques rares domaines qui furent activement protégés, et notamment la forêt de Nieppe qui est la plus importante du comté. C'est donc à cette époque que la forêt a acquis sa superficie et ses limites actuelles. Dès le XIIIe siècle, son emprise était vraisemblablement presque identique à la forêt que nous connaissons aujourd'hui. Certains comtes, comme Philippe d'Alsace, étaient férus de chasse et ont passé beaucoup de leur temps dans la forêt de Nieppe. Le château fut souvent la demeure régulière des comtesses de Flandre.
Le bois étant rare et très demandé en Flandre, la forêt de Nieppe a connu très tôt une forte exploitation de ses ressources. Cela a rapidement rendu nécessaire la mise en place d'une gestion forestière rigoureuse, afin d'assurer une production durable, précoce à l'échelle française. Dès cette époque elle connait des aménagements visant à améliorer sa production, et notamment la création d'un réseau de fossés de drainage, au plus tard à partir du XIIIe siècle.
Le plus ancien règlement écrit de la forêt de Nieppe qui nous soit parvenu date d'environ 1310, bien qu'il ne fut probablement pas le premier. Il rapporte surtout des usages remontant « du temps du comte Guiom » (Guy de Dampierre). Selon ce règlement, des marchands assermentés au service du comte étaient chargés à chaque saison de superviser des « tailles », de vendre le bois au profit du comte, et de faire respecter le règlement dans les tailles. La tarification des amendes y est détaillée pour chaque type d'infractions. L'amende la plus forte, de 60 sous, concernait la coupe de bois de moins de 7 ans, mais aussi la coupe d'un « estalon » (les « estalon » étaient les plus beaux chênes de l'âge de la première coupe destinés à devenir des arbres de futaie, donc des baliveaux), l'entaille d'un chêne jusqu'au cœur ou encore la découverte d'un chêne chez un habitant qui ne peut prouver l'avoir acheté à un marchand. Les infractions au droit de chasse relevaient quant à elles directement de la juridiction du comte.
Les trois principales subdivisons qui composent aujourd'hui encore la forêt de Nieppe sont évoquées dans la comptabilité de 1319. Elles constituaient en quelque sorte trois séries d'exploitation où avait lieu chaque année une coupe appelée « taille ». Les comptes des années 1355, 1356 et 1357 prouvent cette fois sans conteste l'existence du bois d'Amont, du bois Moyen et du bois d'Aval, qui étaient déjà dénommés ainsi. Les bois autour de la Motte-aux-Bois étaient inclus dans le bois d'Aval.

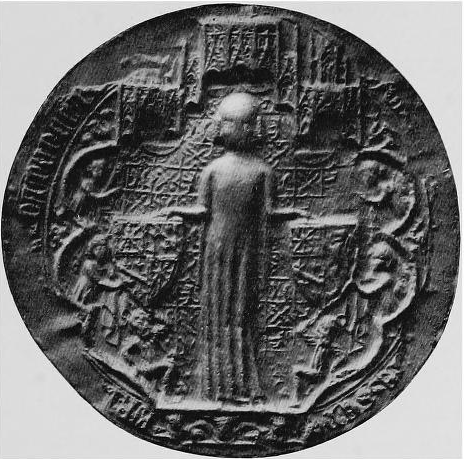
Pièce de monnaie à l'effigie de Yolande de Bar.

En 1393, Yolande de Bar, comtesse de Bar et dame de Cassel, réside au château. Elle a promulgué une importante ordonnance pour la forêt. Ce nouveau règlement reprend pour l'essentiel l'expérience du passée en l'améliorant. Il s'agit d'un véritable code forestier, où surgit clairement une notion d'exploitation durable de la forêt, bien avant que Colbert ne développe à son tour une telle notion à l'échelle de la France. En la matière la forêt de Nieppe était très en avance sur son temps. Selon cette ordonnance, les « tailles » dans la forêt devaient se faire en présence de l'arpenteur, des marchands assermentés (ceux-ci résidant dans leur taille une partie de l'année), des quatre sergents à cheval et des huit sergents à pieds appelés « garde-sarts », et toutes les opérations importantes devaient se faire en présence du bailli du bois, du maitre-marchand, du châtelain et du gouverneur de Nieppe. Les droits d'usage des riverains étaient très limités. Il était notamment interdit de mener les bêtes paître dans la forêt. Mais surtout, le texte détaille des recommandations sur le nombre minimum de chênes adultes à laisser croitre dans les tailles afin de permettre la reproduction et la régénération forestière. Il fallait alors distinguer les chênes âgés de « deux âges » et ceux de « trois âges ». Un « âge » est une durée de révolution du taillis sous la futaie. Pour chaque bonnier (1,4 hectare), il fallait laisser, après la coupe, 4 chênes de « trois âges » (soit 2,8 à l'hectare) et 20 chênes de « deux âges » (soit 14 à l'hectare), ce qui constituait un minimum pouvant être largement dépassé, et si possible, dans chaque taille, 3 ou 4 chênes plus âgés dit « de prix ». Les chênes d'avenir devaient quant à eux être conservés le plus possible : 
« les plus beaux estalons qui seront trouvez es dictes tailles seront laissiés croissant pour ycelles tailles peupler le mieux et le plus grandement qu'on pourra ».
La comptabilité du XIVe siècle permet de savoir que le système d'exploitation était déjà ce qu'on appelle aujourd'hui le taillis sous futaie. Dans cette forêt, le chêne était l'essence de réserve la plus valorisée. Le taillis, dont les essences ne sont jamais précisées, apportait cependant la grande majorité des recettes. Les comptes de l'année 1395 détaillent précisément l'exploitation d'une « taille » dans le bois d'Amont. La surface totale de la taille était de 28 boniers (40 hectares), soit un vingtième de la surface de ce bois, correspondant à une durée de révolution du taillis de 20 ans, ce qui est très long pour l'époque, bien supérieur à ce qu'on voyait ailleurs en France où les taillis étaient généralement surexploités. Les chênes sur pied ont été comptés par les marchands, le sous-bailli de Nieppe et trois sergents de la forêt : 517 de « trois âges » (soit 13 à l'hectare) et 814 de « deux âges » (soit 21 à l'hectare), alors que les chênes plus âgés « de prix » étaient au nombre de 5. Les arbres à abattre étaient marqués.
Cette histoire sylvicole n'a cependant pas été un long fleuve tranquille. Il y a eu bien quelques périodes d'affaiblissement de l'administration forestière. Ainsi, lorsque la châtellenie de Cassel passe aux mains des ducs de Bourgogne au début du XVe siècle, la gestion de la forêt est confiée à la chambre des comptes de Lille. La chambre découvre alors le désordre et la corruption qui y règnent à ce moment. Le duc Philippe le Bon qui subit un important préjudice financier doit intervenir. Au dénouement de l'affaire, Lionel Wasselin, receveur général de Cassel et du bois de Nieppe, est emprisonné jusqu'au paiement d'une lourde amende, ainsi que les trois marchands des trois bois. Philippe le Bon émet une nouvelle ordonnance en 1424 pour rétablir une bonne gestion de la forêt.

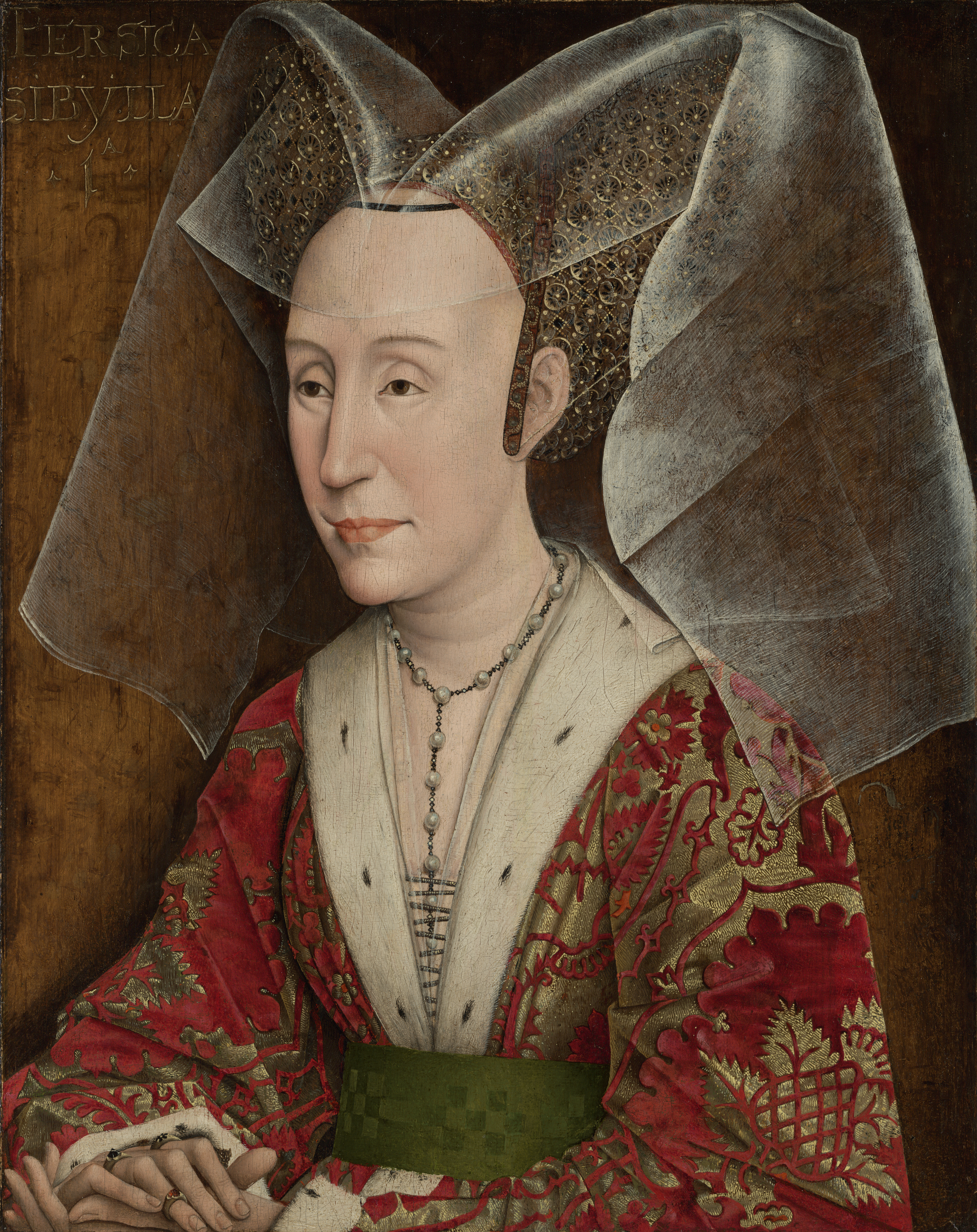
Portrait de la duchesse Isabelle de Portugal par Roger van der Weyden vers 1450.

À partir de 1437, la Motte-aux-Bois devient le domaine de la duchesse de Bourgogne Isabelle de Portugal. Dans la charte de donation en viager où la duchesse a reçu de son mari les villes, terres et seigneuries de Cassel et du bois de Nieppe, elle a dû s'engager à « maintenir bien et deueument ledit bois de Niepe en coppes ordinaires sans le faire copper ne souffrir estre coppé extraordinairement en aucune maniere ». En effet elle dirigea le domaine de près et la gestion de la forêt s'améliora. Le château devient sa résidence principale à partir de 1457.
En 1451, la duchesse lance le creusement du réseau des canaux d'Hazebrouck, avec le canal de la Nieppe et le canal du Préavin. Ces canaux convergent dans les douves du château et sont reliés à la Bourre et à la Lys. Ils servent surtout à expédier le bois de la forêt dans toute la Flandre par la Lys, par exemple jusqu'à Gand et Anvers, puis Bruges par le mer.
Entre 1451 et 1454, trois comptes annuels détaillent avec une grande précision l'exploitation chaque année de trois « tailles » ordinaires d'une surface de 89 à 91 mesures (environ 32 hectares), soit une pour chacun des trois bois (bois d'Amont, bois Moyen et bois d'Aval), mesurée par un maitre arpenteur assermenté. La révolution du taillis étaient alors de 26-27 ans, soit encore plus long qu'au siècle précédent. Ces tailles étaient subdivisées chacune en 68 à 73 « pièces » dont la surface variait de 50 à 215 « verges » (17,7 à 76,1 ares). Le bois du taillis contenu dans ces pièces était vendu en hiver, sur pieds aux enchères. Les acheteurs avaient ensuite la charge de l'exploiter. Les chênes de futaie en réserve étaient quant à eux vendus à l'unité durant le moi de mai, à l'âge de deux ou trois âges, soit à 50  ou 75 ans, après avoir été coupés et écorcés. Leur âge était toujours soigneusement indiqué dans les comptes. Il y avait aussi quelques rares chênes plus âgés dit « de pris » vendus chaque année. L'écorce des chênes était vendue à part car très recherchée pour la tannerie. À cette époque, quelques années avant que les canaux ne soient fonctionnels, le bois était encore amené sur des chariots à travers champs jusqu'aux rives de la Lys, les agriculteurs étant indemnisés pour les dégâts dans leurs champs. Le système d'exploitation médiéval de la forêt de Nieppe permettait donc une exploitation optimale de la ressource de l'ensemble de la forêt, tout en assurant la régénération forestière. Cette forêt représentait à elle seule les deux tiers des revenus de la châtellenie de Cassel.

### Renaissance et époque moderne
Les troubles de la fin du XVe siècle en Flandre ont provoqué un relâchement de l'administration forestière. Le bois était surexploité, les agents forestiers étaient corrompus et vendaient du bois à leur profit, et les populations des alentours pillaient le reste tout en y faisant paitre leurs troupeaux, empêchant la régénération forestière. La ressource s'est fortement dégradée.
C'est alors que Charles Quint se préoccupe personnellement de la gestion de la forêt de Nieppe : en mars 1520, il émet depuis Malines une nouvelle ordonnance importante pour la forêt. Cette ordonnance reprend celles de Yolande de Bar et de Philippe le bon et précisent, par exemple, une forte restriction du droit de pâture dans la forêt, ou encore la conservation des trois marteaux officiels à la chambre des comptes de Lille, d'où ils ne peuvent sortir qu'une fois par an en mai pour leur utilisation en forêt.
Plus d'un siècle plus tard, en novembre 1659, Juan José d'Autriche, gouverneur des Pays-Bas espagnols et autrichiens, prend lui aussi une ordonnance, datée de Dunkerque, menaçant de la peine de mort et de la confiscation des biens, les personnes des environs qui se permettent de couper des arbres dans la forêt. Ce texte répète l'interdiction déjà prononcée quelques mois auparavant. Ces écrits montrent à la fois l'intérêt de ces dirigeants pour la forêt et les difficultés rencontrées pour la gérer.
Durant la guerre de Hollande, l'essentiel de la réserve de chênes a été abattue pour les fortifications de Lille, Saint-Venant, Aire-sur-la-Lys et Ypres. Le bois d'amont est alors presque rasé.
Après la conquête française de cette partie de la Flandre par Louis XIV, Le Féron écrivit 1679 au roi en décrivant les limites de la forêt : 
« La forêt de Nieppe est située en la province de Flandres, tenant du côté d'Orient aux terres du village de Vieux-Berquin, d'Occident aux terres du village de Thiennes, du Midy aux terres du village d'Haverskerque, de Septentrion aux terres du village de Morbecque ».
La forêt connait trois grandes réformes de son système d'exploitation en 1679, 1713 et 1781 avec une réorganisation du parcellaire et la mise en place d'un nouveau réseau de fossés de drainage, ainsi qu'une reprise des canaux. La forêt se reconstitue au XVIIIe siècle et redevient productive.
La carte de Cassini nous montre une forêt de Nieppe dont la forme est presque identique à l'actuelle, au sein d'une région très déboisée comme elle l'est actuellement.
Bien après la Révolution française, malgré des environs habités et cultivés, et une chasse qui s'est tant démocratisée que les sangliers, cerfs et chevreuils disparaissent, les loups seraient encore présents et utiliseraient la forêt comme refuge, ce qui incite en juillet 1816, M. le préfet Dieudonné (Préfet du Nord) à ordonner une battue en forêt de Nieppe pour la destruction des loups. C'est le marquis d'Aoust, lieutenant de louveterie qui dirige la battue et sa préparation, assisté de nombreux traqueurs que les communes voisines se voient dans l'obligation de lui fournir (on sait par exemple que 8 d'entre eux sont venus de Merville). Les bons tireurs des environs sont invités à participer à la battue qui débute au matin du 25 juillet à Thiennes. Les archives ne semblent pas avoir gardé trace du résultat.
Plusieurs témoignages anciens laissent penser qu'au début du XIXe siècle les environs de la forêt (Vieux-Berquin, Neuf-Berquin, Merville et Haverskerque) étaient encore très bocagés et riches en vergers (ex : 200 ha de vergers en 1825, selon le cadastre), au point d'évoquer la futaie d'une forêt pour les Hazebrouckois. Les habitations traditionnelles étaient encore des chaumières aux murs de torchis qu'au début des années 1800 le préfet Dieudonné disait être d'affreuses chaumières qui gâchent les paysages de la Flandre maritime,.
Cette forêt faisait quatre mille sept cents arpens dans les années 1820 et était dominée par le chêne et le charme accompagnés de bouleau, érable, hêtre et frêne selon François-Joseph Grille). Bien que les forêts y étaient rares, la Flandre française était riche en arbres sous la forme d'un bocage dense, qui s'étendait encore du Dunkerquois à la banlieue lilloise au milieu du XIXe siècle, selon le naturaliste J Macquart (entomologiste, mais aussi spécialiste des arbres). Celui-ci écrivait à propos de Nieppe :
« Dès mes jeunes ans, le voisinage de la forêt de Nieppe me la faisait fréquenter avec bonheur. J'en parcourais les longues allées en capturant des Mars, des Tabacs d'Espagne, des Cordons bleus ; je pénétrais dans les taillis de charmes qui ne sont coupés qu'à trente ans ; je visitais mon filet, assis au pied du vieux Chêne du Pré à vin dont la circonférence est de près de six mètres ; mon excellent père me conduisait au vieux château des comtes de Flandre à La Motte-au-Bois, grande clairière au centre de la forêt. La forte végétation, les beaux arbres, les imposantes masses de verdure, tantôt inondées de lumière, tantôt plongées dans l'ombre des nuages, les nuances infinies du feuillage, surtout en automne, le chant des oiseaux, le bourdonnement des insectes, tout charmait la jeunesse de mes sens, de mon esprit, de mon cœur. »
Le bois y était débardé à la main ou par des chevaux et - c'est une des originalités de cette forêt - jusqu'aux années 1900 pour partie sorti de la forêt par les canaux (autrefois plus larges, profonds et navigables). Ensuite une ancienne voie ferrée traverse aussi la forêt.

### Les deux guerres mondiales
Durant la Première Guerre mondiale, la forêt se trouve proche du front stabilisé. Elle subit alors d'importantes coupes rases pour alimenter les troupes alliées. Puis en 1918 lors de la bataille de la Lys, les Allemands font une grande offensive vers l'Ouest, ils sont arrêtés au bord de la forêt qui se trouve alors un temps sur le front. Des soldats australiens défendent la forêt pour empêcher que les Allemands ne puissent la franchir et prendre Hazebrouck.
Pendant la Seconde Guerre mondiale, les Allemands y édifient des blockhaus, dont certains destinés à préparer des fusées V2 avant de les diriger vers les centres de tirs proches. Ces installations furent combattues par d'intenses bombardements aériens alliés sur une partie importante de la forêt. Elle est donc aujourd’hui très marquée par des séquelles de guerre : de nombreuses mares sont en fait d'anciens trous de bombes.

### Webographie
- (fr) Bataille de la Lys (1re guerre mondiale), Les australiens dans la forêt de Nieppe